# Filipiny na zimowych igrzyskach olimpijskich
Filipiny wystartowały na  zimowych IO czterokrotnie: w 1972 roku na igrzyskach w Sapporo, w 1988 roku na igrzyskach w Calgary, w 1992 roku na igrzyskach w Albertville i w 2014 roku na igrzyskach w Soczi. Filipiny reprezentowało 5 sportowców, wyłącznie mężczyzn. Do tej pory reprezentacja Filipin nie zdobyła żadnego medalu na ZIO.

## Klasyfikacja medalowa
| Olimpiada        | Złoto | Srebro | Brąz | Razem |
| ---------------- | ----- | ------ | ---- | ----- |
| 1972 Sapporo     | 0     | 0      | 0    | 0     |
| 1988 Calgary     | 0     | 0      | 0    | 0     |
| 1992 Albertville | 0     | 0      | 0    | 0     |
| 2014 Soczi       | 0     | 0      | 0    | 0     |
| Razem            | 0     | 0      | 0    | 0     |